# Hydrophyllaceae
Le Hydrophyllaceae (Hydrophyllaceae R. Br. ex Edwards) sono una famiglia dell'ordine delle Solanales. Comprende specie erbacee per lo più originarie del Nuovo Mondo.
La classificazione APG IV ingloba questa famiglia nelle Boraginaceae.